# Arpád Vojtech Felcán
Arpád Vojtech Felcán (13. srpna 1900 Hlohovec, Rakousko-Uhersko – 20. prosince 1944 Píla) byl slovenský pedagog, partyzán a funkcionář KSČ.
Felcán vystudoval na učitelském ústavu v Modré. Působil jako učitel působil v několika městech na Slovensku (mj. Svätý Jur). Ovlivnil jej styk se socialistickými aktivisty. Stal se proto organizátorem třídních bojů, kolportérem a dopisovatel komunistických novin. Byl účastníkem a organizátorem Slovenského národního povstání. Po ústupu SNP do hor žil ilegálně v Banské Bystrici a v Nové Bani; později byl zatčen gestapem a za neznámých okolností zavražděn.

## Ocenění
- 20. října roku 1945 in memoriam vyznamenán Československým válečným křížem 1939.
- 28. října roku 1947 in memoriam vyznamenán Řádem SNP II. třídy.

## Dílo
- Hlohovecko kedysi dnes a zajtra (I. a II. díl), rok 1. vydání 1933, reprint 1993
- Za jednotný spisovný jazyk, (1933)
- Voláme Vás do Svätého Jura, průvodce městem (1940)